# Apleurotropis okumae
Apleurotropis okumae är en stekelart som beskrevs av Kamijo 1990. Apleurotropis okumae ingår i släktet Apleurotropis och familjen finglanssteklar. Inga underarter finns listade i Catalogue of Life.